# Лёрчер, Эрнст
Э́рнст Лё́рчер (нем. Ernest Lörtscher; 15 марта 1913, Бухарест — 8 апреля 1994, Lens, Вале) — швейцарский футболист, игравший на позиции полузащитника; участник чемпионата мира 1938 года.

## Биография

### Клубная карьера
Лёрчер всю футбольную карьеру играл за «Серветт», в составе которого выиграл три чемпионских титула.

### Карьера в сборной
В составе сборной Швейцарии сыграл на чемпионате мира 1938 года в трёх матчах на турнире; в матче со сборной Германии, который закончился победой швейцарцев со счётом 4:2 отметился автоголом. В 1/4 финала швейцарцы проиграли будущим финалистам турнира сборной Венгрии со счётом 0:2.
Всего за сборную Швейцарии сыграл 21 матч и забил 1 гол.

### Смерть
Скончался 8 апреля 1994 года в возрасте 81 года.

## Достижения
«Серветт»
- Чемпион Швейцарии (3): 1932/33, 1933/34, 1939/40